# Preslav

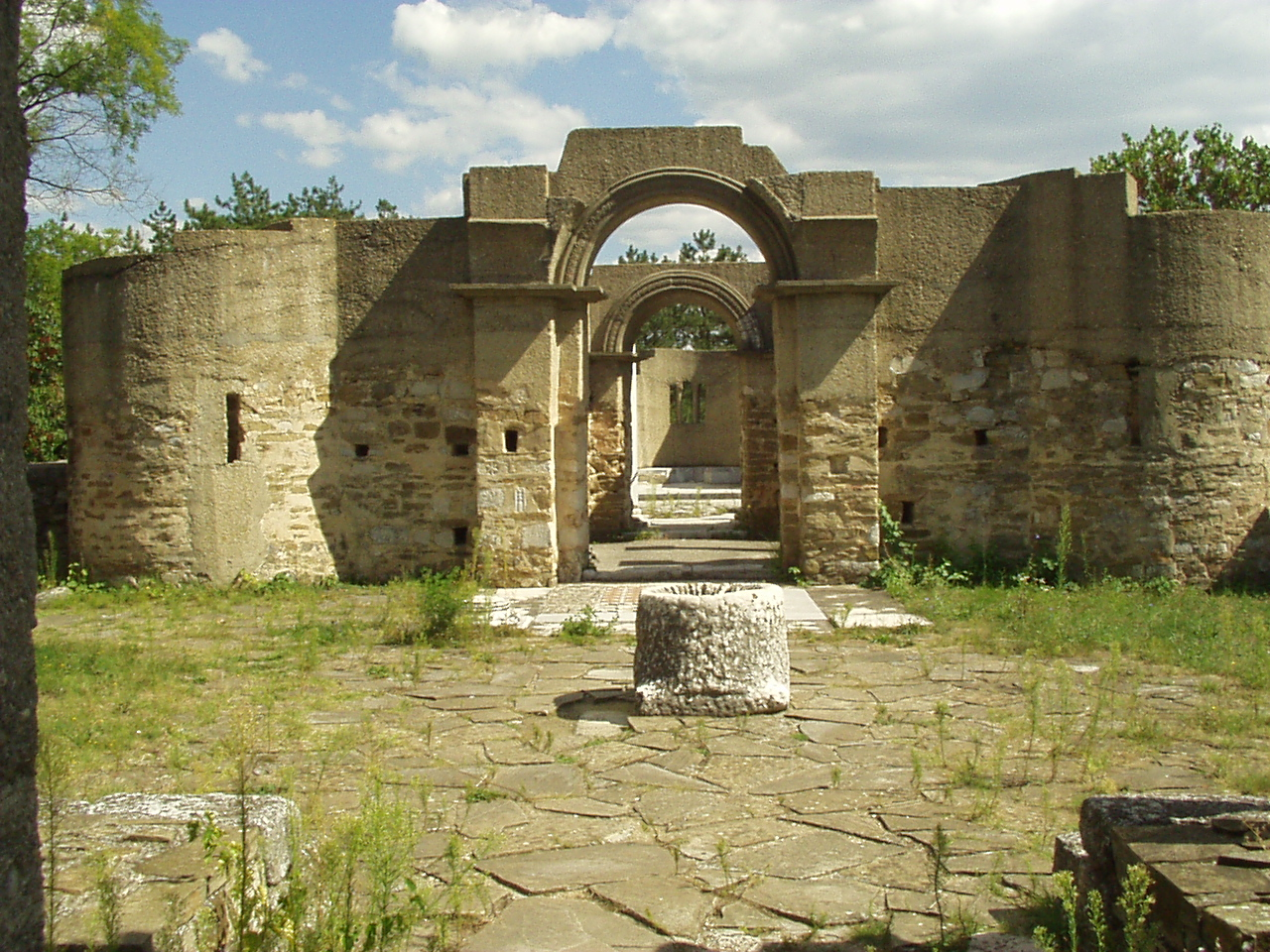
Vchod do zlatého kostela

Preslav (bulharsky: Преслав) bylo mezi lety 893–972 hlavním městem první bulharské říše a jedním z nejdůležitějších středověkých měst v jihovýchodní Evropě. Ruiny města leží asi 20 km jihozápadně od města Šumen.
Samo jméno tohoto města poukazuje na rychlou slavizaci Bulharů. Raně slovanské osídlení bylo na počátku 9. století opevněno a začalo se rychle rozvíjet, hlavně díky blízkosti k původní metropoli Plisce. Největší přínos pro Preslav měla vláda bulharských chánů Kruma a Omurtaga. Po přijetí křesťanství tehdejším bulharským státem doplnila Preslav řada kostelů. Do zániku prvního bulharského státu zde působila tzv. preslavská literární škola, tedy seskupení starobulharských autorů, které se věnovalo tvorbě prvních významnějších památek tehdejšího státu. Zánik prosperujícího města přinesl až tatarský vpád v roce 1270. V blízkosti Preslavi bylo vybudováno město Veliki Preslav.
Moderní Veliki Preslav (Велики Преслав, do roku 1878 turecky Elski Stamboluk – doslova „Starý Istanbul“) je město v severovýchodním Bulharsku v šumenské oblasti několik kilometrů od původního starověkého města, podle kterého dostalo v roce 1878 ještě jako vesnice svůj název. Od roku 1883 je městem. Žije zde asi 10 000 obyvatel.